# (4206) Verulamium
(4206) Verulamium (1986 QL) – planetoida z pasa głównego asteroid okrążająca Słońce w ciągu 4,85 lat w średniej odległości 2,86 j.a. Odkryta 25 sierpnia 1986 roku.